# アール・ラウアー・バッツ

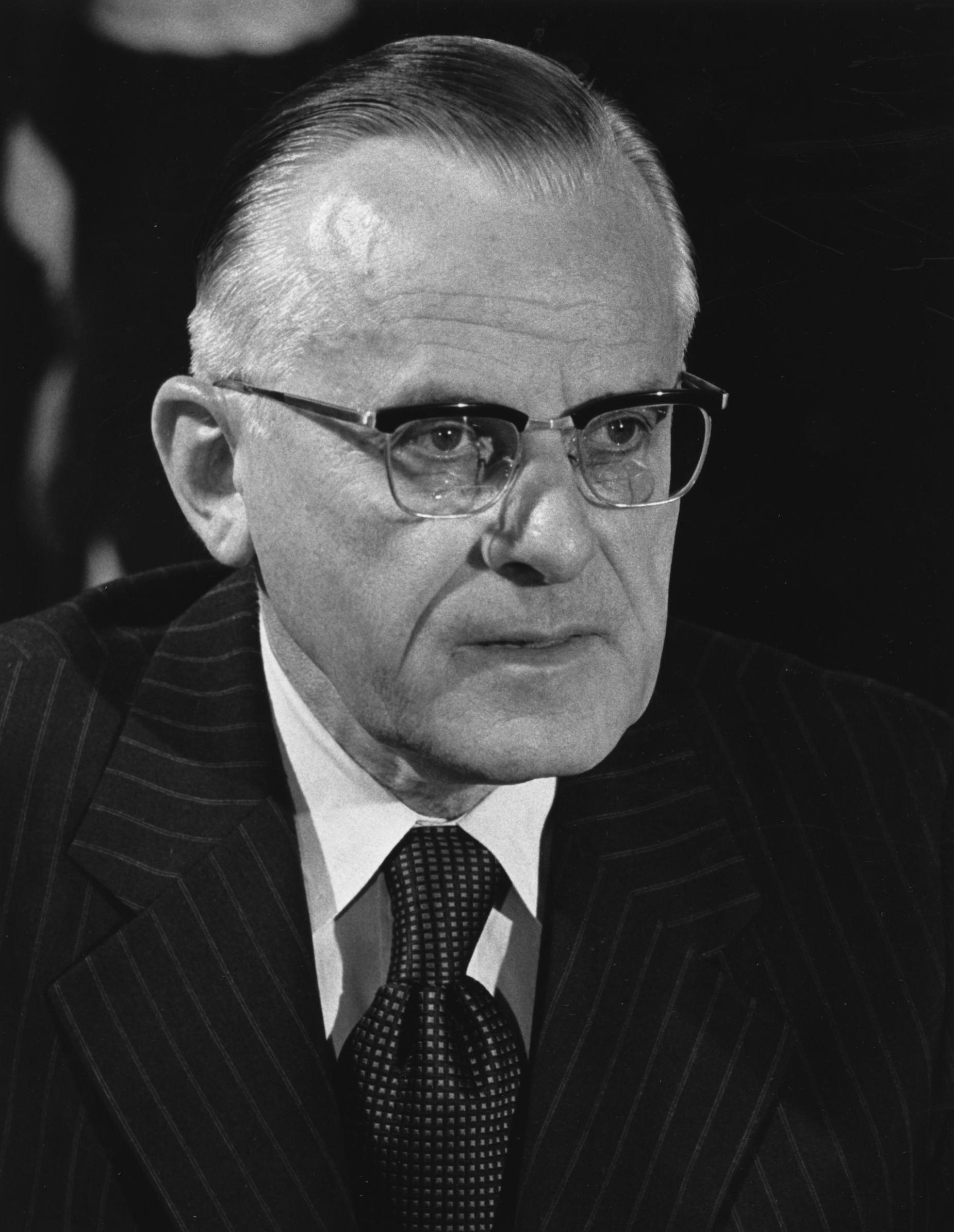
アール・ラウアー・バッツ

アール・ラウアー・バッツ（Earl Lauer Butz, 1909年7月3日 - 2008年2月2日）は、アメリカ合衆国の政治家。リチャード・ニクソン政権およびジェラルド・フォード政権で第18代アメリカ合衆国農務長官を務めた。

## 生い立ちと初期の経歴
1909年7月3日、アール・ラウアー・バッツはインディアナ州のアルビオンにおいて誕生した。バッツは両親が経営する160エーカーの農場で働きながら育った。バッツは1927年にワワカ高校を卒業し、パデュー大学へ進んだ。バッツは1932年に農学の理学士号を取得し、1937年に農業経済学の博士号を取得した。バッツは友愛会アルファ・ガンマ・ローに所属した。
1948年、バッツはアメリカ農業経済学協会の副会長に就任した。加えて1951年、バッツはアメリカ農場経営者農業鑑定士協会の副会長にも就任した。1954年、バッツはドワイト・アイゼンハワー政権において、マーケティングおよび海外農業担当の農務次官補に任命された。バッツは国際連合食糧農業機関の代表団長を任された。1957年、バッツは農務省を離れ、母校パデュー大学で農学部の学部長に就任した。1968年、バッツは社会人教育学部の学部長およびパデュー研究財団の副会長に就任した。

## アメリカ合衆国農務長官
1971年、リチャード・ニクソン大統領はバッツを農務長官に任命した。バッツは連邦政府の農業政策を刷新し、ニューディール政策時代に作られた農業支援プログラムの多くを見直した。バッツは農民に対して「拡大せよ、拡張せよ」というスローガンを掲げ、トウモロコシのような「土地を囲うフェンスの端から端まで」栽培できる農作物の生産を要求した。バッツによる農業政策の転換により、主要な農業関連企業はその規模を拡大したが、その一方で小さな自営農場の財政的安定は失われた。
バッツが農務長官に着任した当時、食糧価格は先例のない高騰を見せており、政治的にも熱い問題となっていた。バッツはこの状況を的確に対処し、同様の事態が今後起こらないようなシステムを構築した。その結果アメリカの食糧価格は徐々に落ち着きを見せ、1972年には凶作に陥ったソビエトがアメリカから約3000万トンの穀物を買い付けられるまでに安定した。
1974年にニクソン大統領がウォーターゲート事件で辞任した後も、バッツはジェラルド・フォード政権で引き続き農務長官を務めた。

### 日本の自給率に対する発言
1973年には、日本の食料自給率の低さを念頭に、日本を脅迫するのなら食料輸出を止めればよいと発言したとされる。

### ローマ教皇に対する侮蔑発言問題
1974年、世界食糧会議がイタリアのローマで開催された際、バッツは「人口抑制」に対する教皇パウロ6世の反対意見について、冗談を言って返した。バッツはイタリア風のアクセントで「教皇、ナニモ仕事シテナイ。教皇、ナニモ指導シテナイ。」と発言し、パウロ6世を物笑いの種にした。
バッツのこの発言についてニューヨーク大教区のテレンス・クック枢機卿は、スポークスマンを通じて謝罪を要求した。これを受けて連邦政府は、ただちに謝罪するようバッツに要請した。バッツは「いかなる宗教団体、民族集団、宗教指導者についても、その思想や品位について、貶める意図はなかった」との声明を発表した。

### 人種差別発言と辞任
1976年、マスメディアはバッツが人種発言的な発言を行ったと報道した。バッツは共和党全国大会の後、カリフォルニア州へ向かう民間航空機の中において、歌手パット・ブーンおよび元大統領法律顧問ジョン・ディーンとの会話の中で、黒人を侮蔑する発言をしたと報じられた。バッツはこの報道を受けて、10月4日に農務長官を辞任した。
10月18日、タイム誌はこの問題について、やわらかい表現で次のように論評している。
バッツはイヌとスカンクの間の性交に関する卑猥な冗談から話を始めた。やがて話題は政治へと移り、右翼の共和党員であったブーンは、なぜリンカーンがより多くの黒人を引き付けられなかったのか、バッツに尋ねた。長官はきわめて卑猥で、黒人を侮辱するような返答をした。バッツは1週間前に閣僚を辞任したが、これはフォードの選挙運動に打撃を与えた。バッツは機内において「有色人種が人生に何を望んでいるか知っているか。しまりのいいマ○○、ダブダブの靴、そしてク○をする暖かい場所。それだけだよ」との言葉を発したとされる。
元大統領法律顧問ディーンはしばらく判断を保留した後、バッツの発言の裏には閣僚関係者の誰かが関与しているのではないかという考えに至った。ディーンは雑誌ローリング・ストーンのコネクションを使い、調査を行った。これとは別に、雑誌ニュー・タイムズ・マガジンはバッツの同一性を追跡することを試み、すべての閣僚に対して旅程・訪問地の確認を行った。
ワシントン・ポスト紙はバッツの発言に関して、「政府関係筋は『政府高官は誰一人として疑念を抱いていない』と口を揃えた」と報じた。AP通信はバッツの発言を各報道機関に伝達した。コロンビア・ジャーナリズム・レビュー誌によると、2紙がバッツの発言をありのままに報道した。1紙はオハイオ州トレドのザ・ブレイド紙、もう1紙はウィスコンシン州マディソンのキャピタル・タイムズ紙であった。他の新聞はバッツの言葉を引用する際、「しまりのいい」に続く女性器を表す名詞や、「暖かい場所」にかかる排泄物を意味する目的語について、別の表現に置換したり伏字にして言及した。テキサス州ラボックのラボック・アヴァランチ・ジャーナル紙は、新聞社内ではオリジナルの発言が使用可能であると述べたため、200人を超える人が原文を読むために新聞社を訪れた。カリフォルニア州サンディエゴのサンディエゴ・イヴニング・トリビューン紙は、要求があれば誰にでも原文のコピーを郵送すると公表し、3000人を超える読者が郵送を希望した。
雑誌スレイトの記者ティモシー・ノアは、この出来事は「新時代」だから起きたことだと述べた。以前ならば、政治家はこのような攻撃的な意見についてプライベートな場所では安全に発言することができた。だがバッツの辞任後、政治家は「黒人に対して侮辱的な冗談を言う人を擁護しようという白人は、もはや存在しない。同様に、ユダヤ人に対して侮辱的な冗談を言う人を擁護しようという黒人も、もはや存在しない」と口を揃えた。

## 晩年と死
農務長官退任後、バッツはインディアナ州ウェストラファイエットへと戻った。バッツはパデュー大学農学部の名誉学部長として指名を受けた。1981年5月22日、バッツは1978年の収入を過少申告したため、連邦税の脱税容疑で起訴された。バッツは容疑を認め、6月19日に禁固5年が宣告された。だが実際には30日を超える分の禁固は保留とされ、それとは別に罰金1万ドルと民事処罰6万1183ドルの支払いを命じられた。
2008年2月2日、バッツはワシントンD.C.にある息子ビルの自宅において死去した。